# The Crystals
The Crystals je americká dívčí hudební skupina, založená v roce 1961 v Brooklynu. Její původní sestavu tvořily Barbara Alston, Mary Thomas, Dolores „Dee Dee“ Kenniebrew, Myrna Girard a Patricia „Patsy“ Wright. Mezi největší hity skupiny patří „He's a Rebel“, „Da Doo Ron Ron (When He Walked Me Home)“ a „Then He Kissed Me“. Všechny z nich produkoval Phil Spector.